# Buddleja myriantha
Buddleja myriantha är en flenörtsväxtart som beskrevs av Friedrich Ludwig Diels. Buddleja myriantha ingår i släktet buddlejor, och familjen flenörtsväxter. Inga underarter finns listade i Catalogue of Life.